# Balgis Osman-Elasha
 (avril 2023).
La mise en forme du texte ne suit pas les recommandations de Wikipédia : il faut le « wikifier ».
Les points d'amélioration suivants sont les cas les plus fréquents :
- Les titres sont pré-formatés par le logiciel. Ils ne sont ni en capitales, ni en gras.
- Le texte ne doit pas être écrit en capitales (les noms de famille non plus), ni en gras, ni en italique, ni en « petit »…
- Le gras n'est utilisé que pour surligner le titre de l'article dans l'introduction, une seule fois.
- L'italique est rarement utilisé : mots en langue étrangère, titres d'œuvres, noms de bateaux, etc.
- Les citations ne sont pas en italique mais en corps de texte normal. Elles sont entourées par des guillemets français : « et ».
- Les listes à puces sont à éviter, des paragraphes rédigés étant largement préférés. Les tableaux sont à réserver à la présentation de données structurées (résultats, etc.).
- Les appels de note de bas de page (petits chiffres en exposant, introduits par l'outil «  Source ») sont à placer entre la fin de phrase et le point final[comme ça].
- Les liens internes (vers d'autres articles de Wikipédia) sont à choisir avec parcimonie. Créez des liens vers des articles approfondissant le sujet. Les termes génériques sans rapport avec le sujet sont à éviter, ainsi que les répétitions de liens vers un même terme.
- Les liens externes sont à placer uniquement dans une section « Liens externes », à la fin de l'article. Ces liens sont à choisir avec parcimonie suivant les règles définies. Si un lien sert de source à l'article, son insertion dans le texte est à faire par les notes de bas de page.
- La présentation des références doit suivre les conventions bibliographiques. Il est recommandé d'utiliser les modèles {{Ouvrage}}, {{Chapitre}}, {{Article}}, {{Lien web}} et/ou {{Bibliographie}}. Le mode d'édition visuel peut mettre en forme automatiquement les références.
- Insérer une infobox (cadre d'informations à droite) n'est pas obligatoire pour parachever la mise en page.

Pour une aide détaillée, merci de consulter Aide:Wikification.
Si vous pensez que ces points ont été résolus, vous pouvez retirer ce bandeau et améliorer la mise en forme d'un autre article.
Balgis Osman-Elasha est une climatologue soudanaise qui étudie les effets du changement climatique en Afrique et promeut le développement durable et l'adaptation au changement climatique. Elle a été l'un des principaux rédacteurs du quatrième rapport d'évaluation du GIEC, qui a valu au Groupe d'experts intergouvernemental sur l'évolution du climat le Prix Nobel de la paix, et elle a été nommée Championne de la Terre en 2008 par le Programme des Nations unies pour l'environnement (PNUE).

## Carrière
Osman-Elasha est climatologue et experte en changement climatique à la Banque africaine de développement depuis 2009,,. Elle a décrit les graves effets du changement climatique en Afrique, en particulier dans la région de la Corne de l'Afrique, encouragé les adaptations au changement climatique et souligné les contributions disparates des pays industrialisés au changement climatique,. Elle note que les personnes marginalisées, et les femmes en particulier, sont touchées de manière disproportionnée par les effets négatifs du changement climatique, en raison de leur dépendance à l'égard des ressources naturelles menacées et parce que la pauvreté limite leur capacité à s'adapter.
Osman-Elasha a commencé sa carrière en effectuant des travaux forestiers à la Forests National Corporation du Soudan dans les années 1980. Son projet Fuelwood Development for Energy mettait l'accent sur la foresterie communautaire, la conservation des combustibles et la gestion durable des forêts. Dans le cadre de ce projet, son équipe a distribué des fourneaux améliorés pour réduire l'utilisation du bois de chauffage . Elle attribue à ce travail le fait de l'avoir initiée à la variabilité du climat dans les zones rurales du Soudan et aux problèmes auxquels sont confrontées les communautés rurales.
Osman-Elasha a commencé son travail sur le changement climatique en tant que chercheuse au sein de l'Unité du changement climatique du Conseil supérieur de l'environnement et des ressources naturelles du Soudan,,. Elle y a notamment effectué des analyses des Gaz à effet de serre, ce qui lui a permis de prendre conscience du lien entre l'augmentation des gaz à effet de serre et la déforestation au Soudan,. Ses recherches ont porté sur les vulnérabilités et les adaptations au changement climatique dans les régions sujettes à la sécheresse.
Osman-Elasha est l'une des autrices du quatrième rapport d'évaluation du GIEC,,. Elle a assisté à la cérémonie de remise du prix Nobel en tant que représentante du GIEC lorsque l'organisation a reçu le prix Nobel de la paix 2007 pour ce travail,,.
Osman-Elasha a reçu le prix Champions de la Terre du Programme des Nations unies pour l'environnement en 2008, dans lequel il est indiqué que "l'accent mis par le Dr Osman-Elasha sur le réchauffement planétaire et l'adaptation au Soudan est vital compte tenu des liens étroits entre le changement climatique et le conflit dans le pays" et qui reconnaît également son travail de sensibilisation des étudiants universitaires au changement climatique.

## Vie privée
Osman-Elasha est originaire du Soudan,. Son père travaillait dans une banque et un restaurant à Khartoum. Elle a dix frères et sœurs.
Elle a étudié à l'Université de Khartoum dans les années 1980, à une époque où les étudiantes étaient peu nombreuses. Elle est titulaire d'une licence en agriculture et sylviculture, d'une maîtrise en sciences de l'environnement et d'un doctorat en sciences forestières,.
Osman-Elasha est mariée et a trois enfants,.

## Publications sélectionnées
- Osman-Elasha, Balgis (2012-04-17). "In the shadow of climate change". UN Chronicle. 46 (4): 54–55. https://doi.org/10.18356/5d941c92-en
- Elasha, B. O. (2010). Mapping of climate change threats and human development impacts in the Arab region. UNDP Arab Development Report–Research Paper Series, UNDP Regiona Bureau for the Arab States. https://arab-hdr.org/wp-content/uploads/2020/12/paper02-en.pdf
- Nyong, A., Adesina, F. & Osman Elasha, B. (2007). The value of indigenous knowledge in climate change mitigation and adaptation strategies in the African Sahel. Mitigation and Adaptation Strategies for Global Change 12, 787–797. https://doi.org/10.1007/s11027-007-9099-0
- Osman-Elasha, B., Goutbi, N., Spanger-Siegfried, E., Dougherty, B., Hanafi, A., Zakieldeen, S., ... & Elhassan, H. M. (2006). Adaptation strategies to increase human resilience against climate variability and change: Lessons from the arid regions of Sudan. Assessments of impacts and adaptations to climate change (AIACC) working paper, 42. http://www.start.org/Projects/AIACC_Project/working_papers/Working%20Papers/AIACC_WP42_Osman.pdf
- Elasha, B. O., Elhassan, N. G., Ahmed, H., & Zakieldin, S. (2005). Sustainable livelihood approach for assessing community resilience to climate change: case studies from Sudan. Assessments of impacts and adaptations to climate change (AIACC) working paper, 17.

## Réferences
1. 1 2 3 4 5 6 7 8 9 10  (en) Ismail Kushkush, « Sudanese scientist battles climate change in Africa », sur www.aljazeera.com (consulté le 30 mars 2022)
2. ↑  (en) Balgis Osman-ElashaAfrican Development Bank Group | AfDB · Compliance et Safeguards DivisionPhD, « Balgis OSMAN-ELASHA | Climate Change Expert | PhD | African Development Bank Group, Tunis | AfDB | Compliance and Safeguards Division (ORQR.3) », sur ResearchGate (consulté le 31 mars 2022)
3. 1 2 3  (en-US) « 11 Sudanese Scientists You Should Know About », sur 500 Words Magazine (consulté le 31 mars 2022)
4. 1 2 3 4  (en) U. N. Environment, « Dr. Balgis Osman-Elasha », sur Champions of the Earth, 22 août 2019 (consulté le 30 mars 2022)
5. 1 2  (en) United Nations, « Women...In The Shadow of Climate Change », sur United Nations (consulté le 31 mars 2022)
6. 1 2 3 4 5 6 7 8  (en-US) « Balgis the Constant Conservationist », sur Gaia Discovery (consulté le 31 mars 2022)
7. ↑  (en) Richard Lemmons, « Balgis Osman Elasha - Industrial Countries », sur Climate Policy Watcher, 7 janvier 2022 (consulté le 30 mars 2022)
8. 1 2  (en-GB) pennyurquhart, « Climate change: there is hope, it's not all gloomy – Balgis Osman Elasha », sur Conversations on climate, 27 février 2017 (consulté le 31 mars 2022)
9. ↑  (en) « Sudanese Who Made It Big », sur Ola Diab, 28 mai 2011 (consulté le 31 mars 2022)
10. ↑  « European Environment Foundation », sur www.european-environment-foundation.eu (consulté le 30 mars 2022)